# Fenghuangtai (sockenhuvudort i Kina, Shandong Sheng, lat 37,54, long 121,33)
Fenghuangtai (kinesiska: 凤凰台, 凤凰台街道) är en sockenhuvudort i Kina. Den ligger i provinsen Shandong, i den östra delen av landet, omkring 400 kilometer öster om provinshuvudstaden Jinan. Antalet invånare är 59 598. Befolkningen består av 29 327 kvinnor och 30 271 män. Barn under 15 år utgör 13,0 %, vuxna 15-64 år 79 %, och äldre över 65 år 6,0 %.
Runt Fenghuangtai är det tätbefolkat, med 982 invånare per kvadratkilometer. Närmaste större samhälle är Huanghai, 11,5 km sydost om Fenghuangtai. Trakten runt Fenghuangtai består till största delen av jordbruksmark.
Genomsnittlig årsnederbörd är 748 millimeter. Den regnigaste månaden är juli, med i genomsnitt 264 mm nederbörd, och den torraste är februari, med 12 mm nederbörd.